# Claes Johan Kemell
Claes Johan Kemell, född 11 mars 1805 i Ylivieska, död 19 december 1832 i Alavieska, som var en finländsk präst och översättare. 
Förutom flera förträffliga översättningar av poesi utgav Kemell på finska Thomas a Kempis "Om Kristi efterföljelse". Denna översättning, gjord på ett rent, från främmande inflytanden fritt språk, blev av betydelse för den pietistiska rörelsens utbredning i norra Finland.